# 池信孝
池信孝，日本男性動畫美術監督。代表作是擔任今敏執導電影作品的美術監督之工作。2003年，《千年女優》獲得東京國際動畫博覽會美術獎。次年2004年《東京教父》也獲得東京國際動畫博覽會美術獎。

## 作品列表

### 電視動畫
2004年
- 名偵探柯南（美術、美術設定）
- 妄想代理人（美術監督）

2005年
- 沙漠神行者（美術）

2012年
- 加速世界（美術監督）
- 光明之心 ～幸福的麵包～（美術監督）
- 王者天下（背景）

2016年
- 黑骸（美術監督）

2017年
- Princess Principal（美術監督）

2018年
- LOST SONG（美術設定）

### OVA
1988年
- 神州魑魅變（日语：神州魑魅変）（－1989年，美術監督）

1989年
- 斬除寒月一凍惡靈 神州魑魅變異聞（日语：寒月一凍悪霊斬り 神州魑魅変異聞）（美術監督）

1991年
- 綠色的守護神（日语：みどりの守り神）（美術）

1999年
- 刻之大地 ～花之王國的魔女～（日语：刻の大地）（美術設定）

### 電影動畫
1989年
- 機動警察 the Movie（美術）

1992年
- 千本松原 與河流生活的少年們（日语：せんぼんまつばら 川と生きる少年たち）（美術監督）

1993年
- 滿蒙開拓（日语：蒼い記憶 満蒙開拓と少年たち）（美術）

1997年
- 幕末的謝謝（日语：幕末のスパシーボ）（美術設定）

1998年
- 藍色恐懼（美術監督）

2001年
- 夏日追蹤（日语：いのちの地球 ダイオキシンの夏）（美術設定）

2002年
- 千年女優（美術監督）

2003年
- 東京教父（美術監督）

2006年
- 盜夢偵探（美術監督）

2007年
- 琴之森（美術）
- 空之境界（美術監督）

2021年
- 福音戰士新劇場版：終（美術）
- 龍與雀斑公主（美術監督[1]）

### 製作凍結
- （美術監督）

## 相關項目
- 日本動畫師列表